# Kash Doll
Kash Doll, pseudonimo di Arkeisha Antoinette Knight (Detroit, 14 marzo 1989), è una rapper e modella statunitense.

## Biografia
Kash Doll è nata e cresciuta a Detroit, nel Michigan. La maggiore di sei figli, ha iniziato a lavorare da giovane per aiutare la madre single a prendersi cura della famiglia. Ha voluto rappare sin da quando era bambina e ha iniziato a provare a eseguire freestyle e a scrivere rap da giovane.
Per un anno, ha frequentato l'Henry Ford College ma ha lasciato presto la scuola per lavorare allo strip club per sostenere economicamente la sua famiglia. Mentre lavoravo agli strip club, rappava e guadagnava soldi dai clienti senza dover ballare.  Una volta ha guadagnato 26000 $ in una sola notte. Dopo aver deciso di intraprendere una carriera musicale, ha smesso di fare ciò.
Ha adottato il nome Kash Doll perché lei si concentra sull’ottenere successo finanziario e perché si veste come una "bambola".

## Carriera
All'inizio della sua carriera, Kash Doll ha guadagnato popolarità nella zona di Detroit esibendosi nei club locali e nelle scuole e facendo eventi di beneficenza. Kash Doll ha poi firmato un accordo con una casa discografica locale a Detroit. Dopo che quest'ultimo ha fallito, ha iniziato a utilizzare molto i social media e Instagram per crearsi un seguito pubblicando brevi video di lei che rappa. Dopo che qualcuno ha visto uno dei suoi video su Instagram, è stata pagata per un servizio e poi invitata ad aprire per Chief Keef. Attualmente ha oltre 2,7 milioni di follower. Inoltre, Drake ha utilizzato Instagram per invitarla ad aprire uno spettacolo per lui nella sua tappa del tour Summer Sixteen a Detroit.
Kash Doll ha ricevuto per la prima volta l'attenzione nazionale quando ha remixato il singolo 2 On di Tinashe nel 2015. Ha poi pubblicato un video per un singolo chiamato Run Me My Money, che è diventato virale nel 2015. Nello stesso anno è uscito il suo mixtape, Keisha vs Kash Doll.
A dicembre 2017, Kash Doll è apparsa nella sua prima collaborazione con una major quando è comparsa nella canzone di Big Sean e di Metro Boomin So Good. Dopo essere stata cacciata dal suo precedente contratto, il 16 luglio 2018 ha lasciato un EP chiamato The Vault sulle piattaforme streaming. Un video musicale di una canzone dell'EP, For Everybody, ha ricevuto oltre 10 milioni di visualizzazioni su YouTube. Ha pubblicato un mixtape chiamato Brat Mail per il suo compleanno nel 2018. È dedicato ai suoi fan, che lei chiama "bratz".
Ad agosto 2018, Kash Doll ha firmato un contratto discografico con la Republic Records. Ha poi pubblicato il suo primo singolo, Ice Me Out, primo estratto dall'album in studio di debutto Stacked, pubblicato nell'ottobre del 2019. Il progetto sarà anche il primo a debuttare in una classifica statunitense per la rapper raggiungendo il 76º posto della Billboard 200.
La rapper ha pubblicato un brano chiamato Chanel Slides con la rapper Dreezy nel gennaio 2019, e poi un remix di Ice Me Out con 2 Chainz nel mese successivo. Kash Doll ha pubblicato un singolo intitolato Hustla nell'aprile 2019, che parla delle sue esperienze di lavoro negli strip club, dichiarando che sta cercando di sensibilizzare e difendere a nome delle donne in quell’industria. Il 7 giugno 2019, Kash Doll ha pubblicato un nuovo singolo intitolato Kitten in collaborazione con il rapper americano Lil Wayne. Kash Doll è presente nel singolo Fuck It Up della rapper australiana Iggy Azalea, tratto dal secondo album in studio della Azalea del 2019, In My Defense.
Il 20 novembre 2020 la rapper ha pubblicato un nuovo singolo, intitolato Bad Azz assieme a DJ Infamous con la collaborazione della rapper Mulatto.

## Discografia

### Album in studio
- 2019 – Stacked

### Mixtape
- 2018 – Brat Mail

### EP
- 2018 – The Vault

### Singoli
- 2015 – His & Hers
- 2016 – Run Me My Money
- 2016 – Accurate
- 2017 – For Everybody
- 2017 – Serious (feat. Natasha Mosley)
- 2017 – Dancin
- 2018 – Check
- 2018 – Here I Go
- 2018 – So Crazy
- 2018 – Out of Line
- 2018 – Ice Me Out
- 2019 – Hustla
- 2019 – Kitten (feat. Lil Wayne)
- 2019 – Ready Set (feat. Big Sean)
- 2019 – Mobb'n
- 2019 – How It's Done (con Kim Petras, Stefflon Don e Alma)
- 2020 – Wake Up
- 2020 – Rich Hoochie
- 2020 – Bad Azz (con DJ Infamous feat. Mulatto)

### Collaborazioni
- 2018 – So Good (Big Sean e Metro Boomin feat. Kash Doll)
- 2019 – Fuck It Up (Iggy Azalea feat. Kash Doll)

## Premi e riconoscimenti
Detroit Music Award
- 2018 – Nomina al premio "Outstanding Rap MC"[16]
- 2019 – Nomina al premio "Outstanding National Major Record Label Recording" per Stacked[17]